# Phare de Roker Pier
Le phare de Roker Pier est un phare de port situé en bout de jetée de la station balnéaire de Roker à Sunderland, dans l'entrée du fleuve côtier Wear, dans le comté du Tyne and Wear en Angleterre. Il est géré par l'autorité portuaire de Sunderland.
Il est maintenant protégé en tant que monument classé du Royaume-Uni de Grade II.

## Histoire
Roker est une station touristique de Sunderland, délimitée au sud par le fleuve Wear et Monkwearmouth. C'est aussi le lieu du grand meeting aérien de Sunderland.

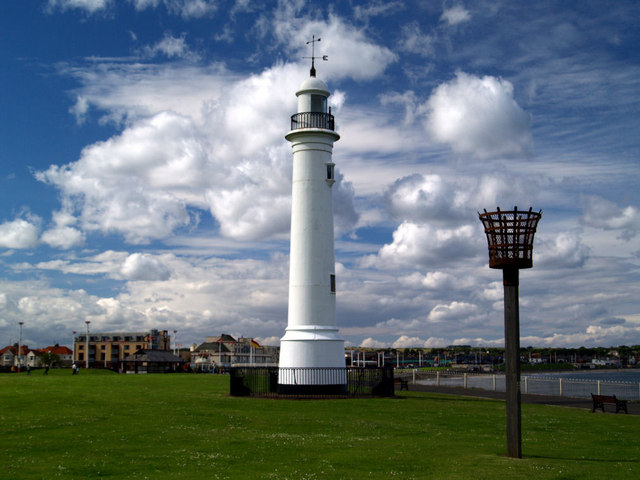
Ancien phare de South Pier.

À partir de 1717, la nouvelle commission de la rivière Wear a commencé à améliorer l'entrée du port dans l'embouchure de la Wear. En 1750, deux brise-lames ont été construits. Ils survivent sous forme tronquée comme la Old South Pier. Au début du siècle suivant, chaque jetée a un phare à son extrémité. Le phare qui se dresse aujourd'hui dans Roker Cliff Park se trouvait à l'origine sur la vieille jetée sud. Il a été désactivé en 1903 et transporté en 1983 dans ce parc.
Avec la croissance de Sunderland comme port, il a été décidé d'améliorer l'approche du fleuve en créant un port extérieur, protégé par deux nouveaux brise-lames se courbant dans la mer du Nord. La pierre de fondation du New North Pier (jetée de Roker) a été posée le 14 septembre 1885. Applaudie à l'époque comme un triomphe de l'ingénierie, la jetée de 610 m est construite de blocs de béton de granit posés par une grue à essence surnommée « Goliath ». Le phare, en tête de la jetée, a été achevé en 1903. Ses rayures horizontales distinctives sont de couleur naturelle rouge et blanche en granit d'Aberdeen. Sa haute lanterne est composée de deux galeries. Lorsqu'il a été construit, il a été considéré comme le plus puissant phare de Grande-Bretagne. Il fonctionne encore aujourd'hui. La jetée a été fermée pour la rénovation en 2014. Les deux phares ont subi une rénovation significative ces dernières années.
Le phare sur New South Pier a été commencé à peu près au même moment mais n'a jamais été entièrement achevé en raison du début de la Première Guerre mondiale.
Identifiant : ARLHS : ENG-116 - Amirauté : A2681 - NGA : 2084 .

### Lien connexe
- Liste des phares en Angleterre